# Tiny Toon Adventures: ACME All-Stars
Tiny Toon Adventures: ACME All-Stars est un jeu vidéo de sport développé et édité par Konami, sorti en 1994 sur Mega Drive. Le jeu est basé sur l'univers fictionnel des Tiny Toons.